# Actas
Actas Inc. (яп. 株式会社アクタス Кабусики-гайся Акутасу) — японская анимационная студия, основанная в 1998 году. В настоящее время является дочерней компанией Bandai Visual.

## История
Студия Actas была основана 6 июля 1998 года Хироси Като и Дзютаро Обой, бывшими сотрудниками Tatsunoko Production и Ashi Productions. В 2000 году экранизация манги Косукэ Фудзисимы éX-Driver в формате OVA-сериала стала первой работой студии. В 2002 году Actas выпустила первый аниме-сериал — Transformers: Armada. После смерти Като в 2009 году президентом компании стал Сюмпэй Маруяма. Actas имела дочернюю компанию Karaku, с которой слилась в июле 2017 года. В сентябре того же года студия была приобретена Bandai Visual.

## Работы

### Аниме-сериалы
- Transformers: Armada (2002)
- Shin Megami Tensei D-Children: Light & Dark (2002)
- Pluster World (2003)
- Mermaid Melody Pichi Pichi Pitch (2003)
- Mermaid Melody Pichi Pichi Pitch Pure (2004)
- Transformers: Energon (2004)
- Tactical Roar (2006)
- Kotetsushin Jeeg (2007)
- Moetan (2007)
- Mori no Senshi Bonolon (2007)
- Girls und Panzer (2012)
- Regalia: The Three Sacred Stars (2016)
- Long Riders! (2016)
- Princess Principal (2017)

### OVA
- éX-Driver (2000)
- éX-Driver: Nina & Rei Danger Zone (2002)
- Ai Shimai 2: Futari no Kajitsu (2003)
- Tales of Phantasia: The Animation (2004)
- The Idolmaster Live For You! (2008)
- Switch (2008)
- Mayo Elle Otoko no Ko (2010)
- Mazinkaizer SKL (2011)
- Girls und Panzer (2008)
- Girls und Panzer: Kore ga Hontou no Anzio-sen Desu! (2014)
- Cyborg 009 VS Devilman (2015)

### Анимационные фильмы
- éX-Driver: The Movie (2002)
- Kowarekake no Orgel (2010)
- Girls und Panzer der Film (2015)
- Girls und Panzer das Finale (2017)

### ONA
- Ajimu: Kaigan Monogatari (2001)
- Yutori-chan (2009)